# Anorexia mirabilis

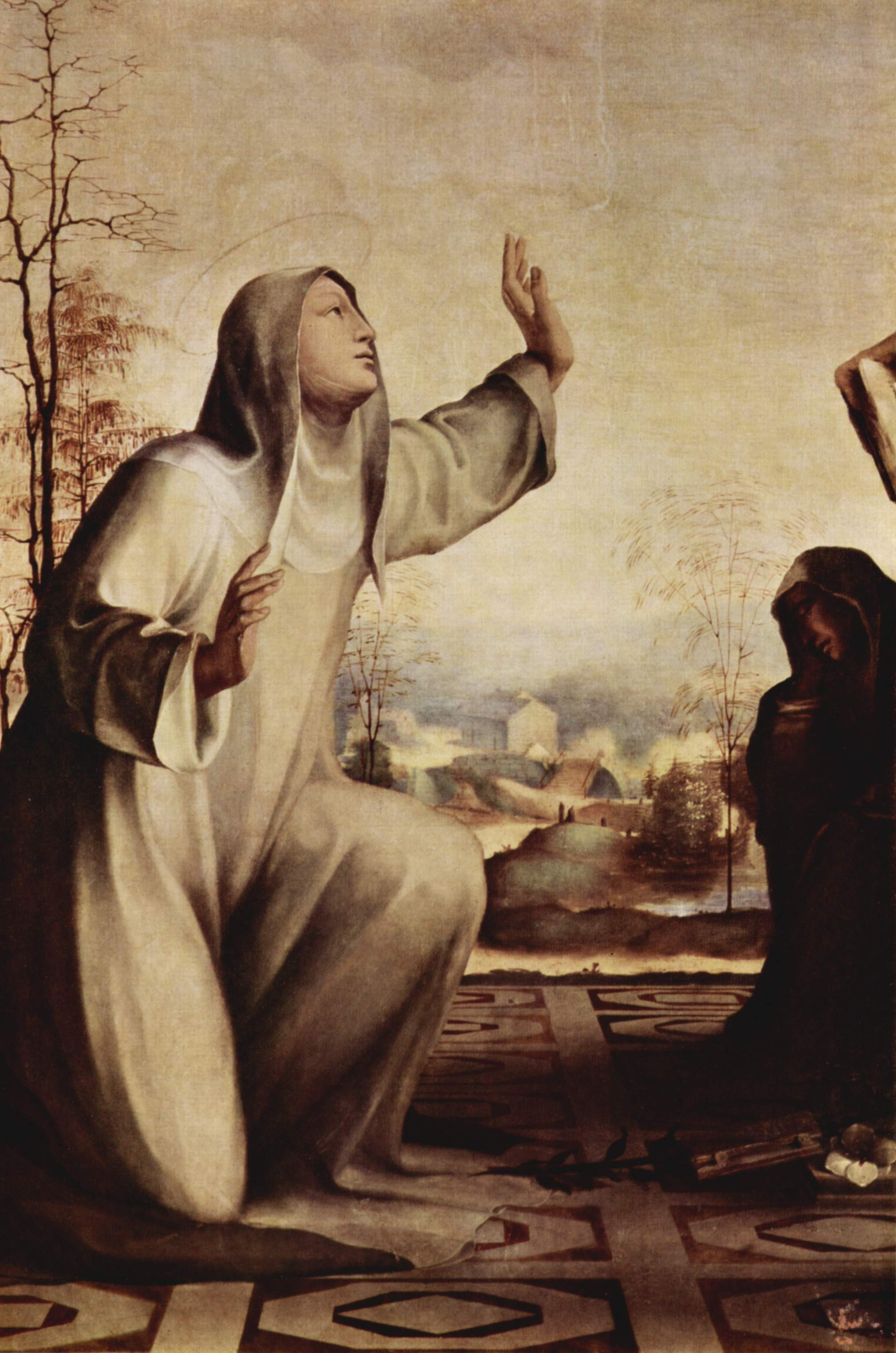
A Catarina de Siena se atribui a condição de anorexia mirabilis.

Anorexia mirabilis literalmente significa "ausência milagrosa de apetite". Refere-se quase exclusivamente a mulheres da Idade Média que se reduziam à inanição, às vezes até o limite da morte, em nome de Deus. O fenômeno também é conhecido pelo termo inédia prodigiosa.

## Comparação entreanorexia mirabiliseanorexia nervosa
A anorexia mirabilis possui em diversas formas e ao mesmo tempo, semelhanças e claras distinções da condição mais moderna e conhecida, atualmente descrita como "anorexia nervosa".
Na anorexia nervosa, as pessoas em geral se reduzem à inanição para atingir um ideal de magreza, através da associação à distorção da imagem corporal. Em contraste, a anorexia mirabilis frequentemente se associa a outras práticas ascéticas, tais como a virgindade perpétua (voto de castidade), a autoflagelação, o uso do cilício, dormir em camas de espinhos e outras práticas associadas a penitências severas, frequentemente relacionadas a mulheres católicas.
A anorexia nervosa da Idade Contemporânea possui correlatos históricos nos casos inspirados pela religião atribuídos à anorexia mirabilis em santas, tais como no caso de Catarina de Siena (1347–1380) em quem os jejuns simbolizavam a santidade ou a humildade e, sublinhada, a pureza. A investigação dos casos de anorexia nervosa, por sua vez, focam-se em fatores psicológicos, fisiológicos, entre outros.
Para Caroline Walker Bynum (Holy Feast and Holy Fast), anorexia mirabilis, em vez de ser uma anorexia não diagnosticada, caracteriza-se como forma legítima de autoexpressão cujas motivações são opostas no contraste com os paradigmas da doença contemporânea. Ela considera casos como o de Juliana de Norwich e de outros anacoretas cristãos como exemplos nos quais a prática de jejuns se dava como forma legítima de obtenção da comunhão com Cristo.
Joan Jacobs Brumberg (Fasting Girls: The History of Anorexia Nervosa) sugere que a anorexia mirabilis não mais existe não porque os motivos de que mortifica a carne pelos jejuns tenham mudado, mas sim porque os paradigmas para a codificação desses comportamentos mudaram. Se uma jovem da atualidade viesse a praticar longos e severos jejuns como meio para comunicar-se com Cristo, os profissionais da área da saúde tratariam seu caso como anorexia nervosa independentemente de seus motivos.
A existência ou não de continuidade histórica entre anorexia mirabilis e anorexia nervosa é um tema de debate entre os historiadores medievalistas e a comunidade psiquiátrica. Alguns argumentam que há continuidade histórica entre as duas condições, enquanto outros defendem que a anorexia mirabilis deveria ser compreendida como uma forma distinta de piedade religiosa feminina vista dentro do contexto histórico dessas sociedades.

## Exemplos históricos
Muitas mulheres notoriamente recusaram a alimentar-se de qualquer comida exceto pela sagrada Eucaristia, significando não apenas a devoção delas a Deus e a Jesus, mas também pela demonstração por parte delas, da separação entre corpo e espírito. Que o corpo pudesse subsistir por longos períodos sem nutrir-se dava às pessoas da época uma clara ideia do quão mais forte, e assim, do quão mais importante o espírito era. Isso importava não apenas à opinião popular que os períodos relatados de jejuns eram impossivelmente longos (de meses a muitos anos), algo que simplesmente acrescentava ao fascínio gerado por esse tipo de façanha dessas mulheres.

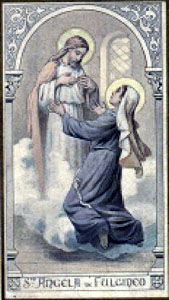
Ângela de Foligno

Ângela de Foligno (1248–1309) e Catarina de Siena (1347–1380) foram diagnosticadas como exemplos de mulheres acometidas pela anorexia mirabilis. Ambas recusavam comida, mas bebiam o pus das feridas dos doentes. Ângela de Foligno teria dito que isto era tão "doce quanto a Eucaristia", assim como se diz que comeriam as cascas das feridas desses mesmos pacientes, e pouco mais que isso.
No tempo de Catarina de Siena, o celibato e os jejuns eram tidos em alta estima. O ato de jejuar, ritualisticamente falando, era tanto um meio de evitar a gula (um dos sete pecados capitais), assim como forma de penitência pelos pecados do passado. Catarina inicialmente jejuava na adolescência como forma de protesto e de resistência contra o casamento arranjado para ela com o marido de sua finada irmã, Bonaventura. A própria Bonaventura ensinou esta técnica a Catarina, recusando-se a comer até que o marido mostrasse melhores maneiras. O jejum então era tido como forma de exercitar controle, reavendo poder para o indivíduo e como tal funcionava como um dos fatores subjacentes, tal como ocorre na anorexia nervosa. Outrossim, as mulheres poderiam ganhar mais liberdade e respeito da sociedade permanecendo virgens do que tornando-se esposas. Catarina conseguiu seguir seus interesses em teologia e política papal, oportunidades muito menos disponíveis para uma esposa e mãe.
 Ela supostamente viveu por longos períodos praticamente sem comida com exceção da Eucaristia, o que levou a uma morte precoce aos 33 anos numa condição inane e emaciada. Qualquer comida adicional que ela fosse forçada a comer ela expurgava com um galho ou pequeno ramo empurrado garganta abaixo.
Maria de Oignies (1167–1213) vivia como eremita, só se vestia de banco, cortava pedaços de seu corpo para expurgar desejos, e tanto ela quanto Beatriz de Nazaré diziam que não apenas o cheio de carne as faziam vomitar, mas que também o menor odor de comida fazia suas gargantas fecharem-se completamente.
Uma gangue tentou estuprar, chegando a remover as roupas de Columba de Rieti (1467–1501), mas os agressores retrocederam ao ver como ela mutilara seus seios e quadris tão completamente com cilícios que eles foram incapazes de continuar ou não quiseram fazê-lo. Columba veio depois a morrer de inanição após tantos jejuns. O autor Giles Tremlett sugere que Catarina de Aragão era anoréxica.

## Benefícios autoatribuídos

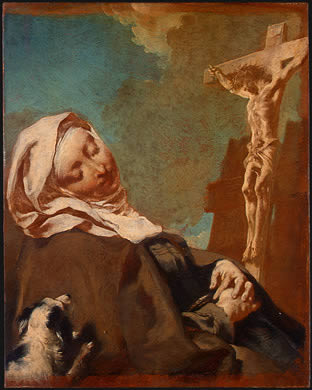
Santa Margarida de Cortona

Muitas dessas mulheres declararam ter pelo menos alguma medida de iluminação espiritual derivada de seu ascetismo. Elas diziam se "inebriar" com vinho da Eucaristia, "fome" por Deus e que se sentavam diante do "delicioso banquete de Deus".
Margarida de Cortona (1247–1297) acreditava que estendia as comunicações diretas com Deus. Columba de Rieti acreditava que seu espírito "viajava pela Terra Santa em visões e virtualmente cada uma dessas mulheres possuía certo nível de proezas psíquicas. Os exercícios de abnegação e sofrimento lhes deram fama e notoriedade. Dizia-se que faziam festa com migalhas, exsudavam óleo das pontas dos dedos, curavam com sua saliva, enchiam recipientes com bebidas a partir do ar, lactavam mesmo virginais e desnutridas e ainda realizavam outros milagres dignos de nota.
A prática da anorexia mirabilis começou a desaparecer durante a Renascença, quando começou a ser vista pela Igreja como herética, socialmente perigosa, ou mesmo satanicamente inspirada. No entanto, conseguiu sobreviver na prática até a atualidade, quando sua contraparte não religiosa, a anorexia nervosa, tornou-se mais conhecida ao longo do século XX.
Registros contemporâneos da anorexia mirabilis existem, mais notavelmente de uma mulher fundamentalista cristã na Colômbia, reportado pelo antropólogo médico Carlos Alberto Uribe.